# Iuri Titov
Yuri Titov (en rus: Юрий Титов) (Omsk, Unió Soviètica 1935) és un gimnasta artístic rus, guanyador de nou medalles olímpiques.

## Biografia
Va néixer el 27 de novembre de 1935 a la ciutat d'Omsk, població situada a Sibèria, que en aquells moments formava part de la República Socialista Federada Soviètica de Rússia (Unió Soviètica) i que avui dia forma part de la Federació Russa.
El 1957 fou guardonat amb l'Orde de la Insígnia d'Honor; el 1960 amb l'Orde de la Bandera Roja del Treball, una distinció que tornà a rebre el 1980; i el 1976 rebé l'Orde de l'Amistat dels Pobles. L'any 1992 fou guardonat amb l'Orde Olímpic pel Comitè Olímpic Internacional (COI).

## Carrera esportiva
Va participar, als 20 anys, en els Jocs Olímpics d'Estiu de 1956 realitzats a Melbourne (Austràlia), on va aconseguir guanyar quatre medalles olímpiques: la medalla d'or en la prova d'equips, la medalla de plata en la prova de barra fixa i la medalla de bronze en la prova individual i en la prova de salt sobre cavall. En aquests mateixos Jocs finalitzà, així mateix, cinquè en les proves de l'exercici de terra i cavall amb arcs (aconseguint sengles diplomes olímpics), vuitè en la prova de barres paral·leles i desè en la prova d'anelles.
En els Jocs Olímpics d'Estiu de 1960 realitzats a Roma (Itàlia) aconseguí guanyar tres medalles: la medalla de plata en les proves d'equips i exercici sobre terra i una nova medalla en la prova individual. En la resta de proves aconseguí guanyar diplomes olímpics en finalitzar quart en la prova de salt sobre cavall; cinquè en les barres paral·leles, barra fixa i cavall amb arcs; i sisè en la prova d'anelles.
En els Jocs Olímpics d'Estiu de 1964 realitzats a Tòquio (Japó), els seus últims Jocs Olímpics, aconseguí guanyar dues noves medalles de plata en les proves per equips i de barra fixa. En la resta de proves, però, no tingué una gran actuació, finalitzant tretzè en la prova individual com a resultat més destacat.
Al llarg de la seva carrera ha guanyat nou medalles en el Campionat del Món de gimnàstica artística, entre elles quatre medalles d'or, i catorze medalles en el Campionat d'Europa de l'especialitat, entre elles vuit medalles d'or.
L'any 1976 fou elegit president de la Federació Internacional de Gimnàstica (FIG), càrrec que desenvolupà fins al 1996. Des de 2004 ocupa el càrrec de president de la Federació Russa de Gimnàstica.